# Římskokatolická farnost Laškov
Římskokatolická farnost Laškov je územní společenství římských katolíků s farním kostelem Nanebevzetí Panny Marie v děkanátu Konice.
Farnost spravuje Roman Vlk, který provozuje youtube kanál pro děti Vlčí doupě

## Území farnosti a sakrální stavby
Farnost Laškov byla založena v roce 1616, později přifařena k Čechám pod Kosířem, ale v roce 1784 znovu obnovena. Původně měl svou farnost i Pěnčín. Náleží do ní následující obce s těmito sakrálními stavbami:
- Laškov
  - Farní kostel Nanebevzetí Panny Marie
  - kaple svatého Antonína v místní části Krakovec
- Pěnčín
  - kaple Navštívení Panny Marie